# Sindrome angio-osteoipertrofica
La sindrome angio-osteoipertrofica, chiamata anche sindrome di Klippel-Trénaunay (KTS), o a volte anche sindrome di Klippel-Trénaunay-Weber, è un disordine che colpisce la normale crescita dei vasi sanguigni, alterandola.
È caratterizzata da malformazioni capillari cutanee, ipertrofia ossea e dei tessuti molli e varici venose.

## Storia
Anche se la scoperta della sindrome può essere datata nel 1832 grazie al lavoro condotto da Isidore Geoffroy Saint-Hilaire, i primi studi più specifici si sono avuti da Maurice Klippel e Paul Trénaunay nel 1900. A questo studi si aggiunsero quelli simili condotti nel 1907 da Parkes-Weber che in seguito aggiunse nella sintomatologia della KTS la presenza di fistole arterovenose, riscuotendo però forti contrasti nel mondo scientifico, tanto che oggi la sindrome di Parkes-Weber è considerata un'entità separata che include le tre caratteristiche principali della KTS associate a fistole arterovenose.
La sindrome in Italia è riconosciuta dal Ministero della Sanità come malattia rara con codice RN1510, pertanto il soggetto portatore della sindrome è esente da pagamenti sanitari correlati.

## Epidemiologia
Si tratta di una patologia molto rara, essendo congenita si manifesta alla nascita.
Normalmente coinvolge un arto, di solito quello inferiore; più raramente coinvolge più arti, oppure il tronco, il volto o, ancora più raramente, il corpo intero.

## Eziologia
Le cause non sono chiare in quanto le varie ipotesi avanzate non riescono a spiegare ogni manifestazione della sindrome.
Tra le tante teorie proposte ci sono la predisposizione genetica, la malattia sporadica e la concomitanza di due differenti tipi di mutazioni genetiche: quasi certa comunque una mutazione genetica della proteina responsabile dell'angiogenesi.

## Clinica

### Sintomatologia

#### Manifestazioni maggiori
Fra i sintomi e i segni clinici ritroviamo le 3 caratteristiche della patologia:
- Malformazioni a carico dei capillari che possono arrivare a formazioni di emangiomi.[8] La malformazione vascolare è rappresentata da un nevo vinaceo, normalmente situato nell'area interessata, ma a differenza degli emangiomi, non regredisce spontaneamente con l'età.
- Ipertrofia ossea di una parte del corpo, sovente un allungamento di una delle gambe,[9] (più raramente un accorciamento). Molto più raramente si manifesta nel cavo orale.[10] In letteratura, l'emiipertrofia è situata dalla parte della lesione angiomatosa, ma è un'evenienza possibile anche la localizzazione sull'altro arto.
- Presenza di vene varicose. Le varici venose sono presenti sempre sullo stesso lato della lesione patologica e gli studiosi sono d'accordo nel ritenere che quando il bambino inizia a camminare le varici diventino più evidenti.

Le varici possono comparire anche sull'intero arto inferiore, dal piede fino ai glutei. 
Sono state studiate anche varici venose negli organi interni (vescica, colon) ma su questo non c'è concordanza tra gli studiosi.

#### Manifestazioni minori
Altre caratteristiche, meno presenti, sono: 
- Macrocefalia e megaloencefalia con viso asimmetrico.
- Emangiomi del volto.
- Glaucoma.
- Mani e piedi grandi con Macrodattilia.
- Edema ed ulcere cutanee.
- Osteosclerosi ed osteoporosi.
- Calcificazioni endocraniche.
- Complicanze renali, inizialmente ritenute rare, poi documentate nel 30% dei casi.
- Sono state riscontrate anche complicanze vascolari gravi, tipo emorragie, tromboflebiti, fino ad embolie polmonari.

## Trattamento
La terapia è di tipo preventivo in quanto la chirurgia ad oggi non è ancora in grado di intervenire sulle cause del disturbo.
Si consiglia pertanto, dai primi anni di vita del soggetto affetto da KTS, l'utilizzo costante di collant compressivi graduati e pratica di attività sportiva (preferibilmente non facente carico sull'arto interessato, consigliabile il nuoto) al fine di sviluppare la muscolatura dell'arto e ostacolare l'ulteriore espansione dei vasi superficiali.
Esistono anche particolari farmaci, quali il sunitinib che vengono somministrati per alleviare le altre manifestazioni correlate quali le ulcere.